# Bezen Perrot
 (août 2016).
Le Bezen Perrot (littéralement « formation Perrot » en breton), est une unité paramilitaire nationaliste bretonne faisant partie du Sicherheitsdienst.
Cette unité fut active en Bretagne durant la Seconde Guerre mondiale. En allemand, le Bezen Perrot était appelé Der bretonische Waffenverband der SS et surnommé Die bretonische SS mais ces noms n'étaient semble-t-il pas officiels pour les Allemands.
Le Bezen Perrot prend la suite du Lu Brezon (en breton armée bretonne), qui succède elle-même au Kadervenn des organisations nationalistes bretonnes.

## Formation et recrutement

### Composition
Les effectifs varient pendant la guerre. Georges Cadiou estime en 2001 leur nombre à 66 personnes entre fin 1943 jusqu'en juillet 1944, chiffre confirmé par Kristian Hamon en 2004. Cependant, ce dernier n'exclut pas que l'effectif probable pourrait s'approcher des 80 individus,.

### Logistique
Le groupe est installé à la caserne du Colombier à Rennes.
Tous les membres du Bezen Perrot n’ont pas été identifiés, les archives ayant été détruites après la guerre et certains, une trentaine au moins, ne sont connus que par leurs surnoms. Parmi les membres bretons connus : Célestin Lainé (alias "Le Hénaff"), Ange Péresse (originaire de Bubry), Léon Jasson, Jean-Marie Chanteau, André Geffroy, Goulven Jacq (originaire de Plougastel-Daoulas), Louis Feutren (de Rennes),, Jean-Marie Hascoët, Auguste Ménard (dit "Corentin", de Vitré), Joseph Le Corre (dit "Stern"), Julien Le Boëdec, Yann Laizet (dit "Maout", de Saint-Malo), Jean Larnicol (de Treffiagat), Joseph Le Berre (dit "Stern", de Pont-l'Abbé), Alan Heusaff, Michel Chevillotte (de Brélès), Polig Guirec, Hervé Le Helloco, Yves Le Négaret, (alias "Le Floc'h" ou "Lizidour"), Auguste Le Deuff, les frères René et Yan Guyomarc'h, Alphonse Le Boulc'h (alias "Jan"), Marcel Bibe, Louis Guervenou (alias "Docteur"), Émile Luec (alias "Forster"), Christian-Joseph Guyonvarc'h , etc.
Les principaux membres connus de cette milice, certains étant allemands, sont :
1. SS-Untersturmführer Célestin Lainé – Réfugié en Irlande à la Libération, condamné à mort par contumace. Il est décédé en 1983.
2. SS-Sturmscharführer Ange Péresse, adjoint de Célestin Lainé. Condamné à mort par contumace. Naturalisé allemand après la guerre, il décédera à Munich en 1984.
3. SS-Untersturmführer Wild (Alsacien) – 2e commandant de l’unité.
4. SS-Hauptsturmführer Hans Grimm alias Lecomte (Alsacien) – Commandant nominal.
5. SS-Oberscharführer Erich Froeboese (Allemand) Quartier-Maître
6. SS-Oberscharführer Maout (Yann Laizet)
7. SS-Oberscharführer Alan Heusaff – Condamné à mort par contumace. Réfugié en Irlande, décédé en 1999.
8. SS-Mann Marcel Bibe – Condamné à une peine de prison le 17 juillet 1945.
9. SS-Oberscharführer Léon Jasson – Exécuté le 17 juillet 1946.
10. Michel Chevillotte, dit Bleiz.

### Organisation
L'unité dépend du Sicherheitsdienst.

### Instruction
Les autorité allemandes laissent cartes blanches aux officiers du Bezen Perrot concernant l'instruction militaire. Ainsi, les miliciens bénéficient d'enseignements en mathématique, de celtologie, de langues (bretonne et allemande), d'histoire bretonne, etc., sous la direction d'Ange Peresse.

### Missions

Carte des actions du Bezen Perrot selon Kristian Hamon (Moutarde: rafles et arrestations effectuées par le Bezen Perrot et la S.S.P. Rouge: exécutions massives de résistants. Bleu: centres de torture du S.D.

Les membres du Bezen Perrot n'agissent pas comme une unité indépendante, contrairement au souhait de Lainé, mais sont souvent intégrés au sein de commandos composés d'Allemands, de membres de la Légion Vlassov ou bien encore de francs-gardes de la Milice française.
Les membres agissent toujours sous le contrôle strict de la police allemande, le SD.
Durant les six premier mois de son existence, les membres de la formation Perrot participent à des opérations de police menées contres les résistants et à des rafles en Bretagne, plus rarement à des opérations militaires contre les maquis. À partir de mai 1944, des groupes du Bezen sont intégrés aux Sonderkommandos du SD, en charge du renseignement auprès des unités militaires engagées dans la répression des maquis.

## Historique

### Contexte
En 1936, Célestin Lainé crée le Kadervenn qui comprend alors une douzaine de membres. Dans l'esprit de Lainé, c'est l'embryon de ce qu'il espère être la future armée bretonne d'une Bretagne indépendante. En 1938, les effectifs ont doublé. En 1938, le Kadervenn se dote d'un service de renseignement, le « Service Spécial ». C'est ce dernier qui récupère les armes du Gwalarn en 1939 lors du débarquement d'armes de Plestin. C'est une unité paramilitaire conçue sur le modèle de l'IRA, comprenant une douzaine de membres environ engagés dans des manœuvres militaires. Cette organisation instruit les nouvelles recrues et participe à des manœuvres dans les monts d'Arrée en 1937 puis dans les landes de Lanvaux en 1938.
En 1943, hostile à la politique temporisatrice du PNB de Raymond Delaporte, Célestin Lainé constitue une bande paramilitaire composée de séparatistes en uniforme allemand, prête à combattre non seulement les Français, mais tous les ennemis du Reich. Quelques jeunes garçons du Bagadou Stourm s'enrôlent spontanément dans les rangs du Bezen Kadoudal en demeurant persuadés qu'ils étaient en accord avec leur chef, Yann Goulet (un certain nombre d'autres membres rejoint la Résistance, en créant notamment le groupe Liberté ou Timoléon dans la région de Saint-Nazaire). Cette unité n'est pas reconnue par Raymond Delaporte, qui déclare que « cette armée bretonne » ne pouvait avoir aucune réalité légale étant donné qu'elle n'était composée que de volontaires sans uniforme national et directement engagés dans les forces allemandes. En novembre 1943, il le transforme en Compagnie Bretonne en guerre contre la France sous le nom de Bezen Cadoudal. La double appartenance (Bagadou Stourm, Bezen Cadoudal) est interdite par la direction du PNB. La moitié des effectifs du Kadervenn (soit une douzaine d'hommes) passeront dans le Bezen Perrot autour de Lainé, achevant de basculer dans la collaboration militaire avec les Allemands.

### Bezen Perrot
Le Bezen Perrot est mise en place en décembre 1943. En effet, à la fin de l'année 1943, les autorités allemandes ne voient plus d'un mauvais œil l'existence d'une formation paramilitaire bretonne et armée, et espèrent pouvoir s'appuyer sur l'expérience d'éléments connaissant bien la région pour contrer les activités de résistance. Le S.D (Sicherheitsdienst) exige cependant de Lainé que cette formation porte un uniforme allemand et agisse sous les ordres du S.D. Du côté de Lainé, les membres de cette milice sont considérés comme les soldats du Lu Brezon.
Célestin Lainé, qui avait pourtant connaissance du mépris de l'abbé Perrot à l'égard du Lu Brezon, décide de rebaptisé son unité la formation Perrot, ou Bezen Perrot en 1944, en hommage à ce dernier, assassiné en 1943,.

### Actions contre la Résistance

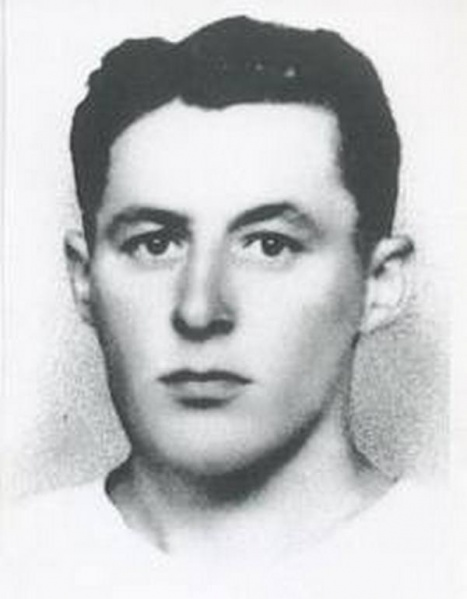
Portrait du résistant Albert Torquéau, torturé et fusillé par des membres du Bezen Perrot et de la Milice le 16 juillet 1944 à Plougonver avec 6 autres résistants.

En 1944, le groupe est installé à Rennes, caserne du Colombier, et participe à des actions contre les maquis et les résistants de Bretagne. Ces volontaires, encadrés par Ange Péresse et Léon Jasson, portent l’uniforme vert-de-gris avec le calot à tête de mort, et les liserés verts propres au SD, même si tout d'abord les hommes doivent se partager les uniformes disponibles qui ne sont pas assez nombreux. Pour les forces d’occupation, ils sont la Bretonische Waffenverband der S.S. Au lendemain de la libération de Rennes, la Sécurité militaire établissait des synthèses sur la collaboration. De même, le descendant de l'auteur du Barzaz Breiz, le capitaine de La Villemarqué, officier de la sécurité militaire à Rennes, rédigea un document sur la genèse du Bezen Perrot, depuis la création du Gwenn ha du.
Des membres du Bezen Perrot se sont affrontés aux maquisards à Guer (contre les résistants cachés dans le manoir de Saint-Gurval,), à Bubry, à Baud, à Sarzeau, à Guémené-sur-Scorff, à Saint-Nicolas-du-Pélem, à Maël-Carhaix, à Scrignac, à Bourbriac, à Rostrenen, à Saint-Jean-Brévelay, à Broualan, à Châteauneuf-du-Faou, à Ploërdut, etc. L'école publique d'Uzel fut l'un de leurs centres de torture.
Selon Françoise Morvan, un groupe du Bezen Perrot dirigé par Michel Chevillotte s'installe en Basse-Bretagne du 26 juin au 7 juillet 1944 à Maël-Carhaix, épaulant un régiment d'infanterie allemand. À partir de là, les membres de ce groupe effectuèrent deux rafles, l'une à Callac le 27 juin, l'autre à Trébrivan le 29 juin et brûlèrent six fermes suspectées d'abriter des résistants à Scrignac et dans les environs. Ce groupe quitta Maël-Carhaix pour Bourbriac le 7 juillet 1944 et participa le 11 juillet à la rafle de Saint-Nicolas-du-Pélem.
Autre exemple : le 11 juillet 1944, des « gours » du Bezen Perrot réunissent dans la cour de l'école de Locminé tous les hommes âgés de 18 à 45 ans et retiennent 24 d'entre eux comme otages, les interrogeant de manière musclée pour savoir où étaient cachées les armes et munitions après les combats du maquis de Saint-Marcel. Deux otages furent fusillés à Moustoir-Ac et vingt autres dans les bois de Coët-Kermeno, près de Botségalo au sud de la commune de Colpo le 25 juillet 1944 ; quatre autres furent tués le 28 juillet.

### La fuite
Les principaux promoteurs de l'alliance avec les nazis n'avaient pas attendu la chute finale de l'Allemagne hitlérienne pour prendre la fuite. Dès juin 1944, certains s'étaient enfuis en Allemagne (ce fut le cas de Fred Moyse qui réussit à se faire naturaliser allemand et qui s'installa plus tard à Francfort). Philippe Aziz écrira « Pendant toute la journée du 1er août, Célestin Lainé lance ses lieutenants Ange Péresse et Léon Jasson à la recherche des "gours" du Bezen afin que ceux-ci rejoignent la rue Lesage, centre de rassemblement. Il se rend à deux reprises rue Jules Ferry, au siège de la Gestapo, pour mettre au point avec Pulmer les modalités du repli et organiser les convois et les itinéraires. Le 1er août au soir, un premier contingent de trente membres du Bezen, mêlé à un groupe d'employés de la Gestapo, prend la route. Le 2 août, le reste de la troupe suit. Il y a, outre les autres gours du Bezen, l'imprimeur de L'Heure bretonne; Marcel Guieysse, sa femme et leur fille Denise, Mme Peresse et ses enfants; Roparz Hemon, fondateur de l'Institut celtique de Bretagne; Jos Youenou, beau-frère de François Debeauvais ; Françoise Rozec-Andouard, alias Meavenn…) ».
Le 3 août 1944, le VIIIe corps d’armée américain entre à Rennes que la Wehrmacht avait évacué plusieurs jours avant. À l'étape de Paris, les désertions se multiplient : certains (comme celui qu’on surnomme "Tintin la Mitraille") rejoignent les FTP, d'autres les FFI (Le Bihan…) et quelques-uns enfilent discrètement des vêtements civils. Arrivé à Strasbourg, les effectifs du Bezen ne comptent plus que trente-trois hommes.
Durant la fuite vers l'Allemagne, des membres du Bezen Perrot (Xavier Théophile, André Geoffroy, Michel Chevillotte) se signalent à Creney-près-Troyes par l'exécution sommaire de 49 résistants sortis de leur geôle le 22 août 1944.
Cadoudal, Lizidour (pseudonyme d'Yves Le Négaret) et Rual sont arrêtés à Colombey-les-deux-Églises par un gendarme français alors qu'ils sont en fuite, puis remis aux troupes américaines. Cadoudal sera condamné à dix ans de travaux forcés à la Libération, peine commuée en deux ans de prison. Il est libéré en février 1946.
Célestin Lainé et les reliquats du Bezen Perrot gagnèrent l'Allemagne, dans la région de Tübingen. Ils eurent le choix de travailler dans des usines allemandes, de suivre un cours de radio-opérateur au titre de l'Abwehr, ou encore de rejoindre les commandos SS d'Otto Skorzeny. La plupart furent arrêtés en tentant de rentrer en France. Lainé vécut clandestinement en Allemagne à Marbourg avant de se réfugier en Irlande.
Une demi-douzaine de membres de l'unité sont jugés et condamnés à mort. Parmi les membres exécutés se trouve Guy Vissault de Coëtlogon. Il est condamné le 6 avril 1945 et fusillé le 24 avril 1945 au fort de Montrouge.

### Après-Guerre
Selon une liste dressée par Olier Mordrel, sept membres de l’une ou l’autre des milices bretonnes auraient été tués lors de combats contre les maquisards : Joseph Le Berre (de Pont-l’Abbé) du Bezen Perrot, Auguste Le Deuff (de Maël-Carhaix), Armel Guillo (de Vannes), Job Hirgair (de Brandérion), Yann Laizet (de Saint-Malo), Jean Larnicol (de Treffiagat), tous les deux membres du Bezen Perrot et tués lors de combats à Ploërdut et Yann Louarn (de Guingamp, tué par des résistants de Gourin qu'il s'apprêtait à dénoncer).
Trente et un bretons auraient été assassinés par des résistants pour faits de collaboration : Auguste Bocher et son frère (de Saint-Servais), Yann Bothorel (de Landrévarzec), Yann Bricler (de Quimper), Yves de Cambourg (de Gouesnach), Marcel Colin (de Rennes), Paul Gaïc (de Plessala), l’abbé Grivart, Étienne Guehenneuc, Jeanne du Guerny (de Quintin), Yann Guilcher (de Ploaré), Yves Kerhoas (de Plonévez-du-Faou), l’abbé Lec’hvien (recteur de Quemper-Guézennec), Mahé, Ambroise, Bernard et Céline Maubré, deux frères et sœur (de Gourin), Mathurin Le Moigne et ses deux fils (de Silfiac), Loïc Moullec (de Saint-Barthélemy), Christian Le Part (de Rochefort-en-Terre), Job Le Pedellec (de Bubry), Jean-Marie Perrot (recteur de Scrignac), Philippon Le Ven (de Quimper), l’abbé Emmanuel Rallier (recteur de Bieuzy), Hélène Le Ruyet (de Bubry), Louis Stéphan (de Locminé), les deux frères Tattevin (de Nantes) et Valy (de Lorient).
Le cas Bezen Perrot et d'autres cas de collaboration furent traités par la Cour de Justice établie à Rennes en 1944. Ses pouvoirs furent transférés au Tribunal Permanent des Forces Armées à Paris le 1er février 1951, chargé de revoir tous les cas. Parmi une douzaine de Bretons exilés en Allemagne de 1946 à 1948, 5 furent condamnés à mort par contumace dont Yann Bourc'hiz. La plupart d'entre eux se réfugièrent en Irlande grâce à la filière de faux papiers mise au point par Yann Fouéré et deux autres militants nationalistes en fuite. C'est le cas par exemple de Louis Feutren, qui part au Pays de Galles puis étudie à l'université de Galway avant d'enseigner le français à Dublin.
Neuf nationalistes bretons, membres de l'une ou l'autre des milices bretonnes (Bezen Perrot, Kommando de Landerneau, groupe de la Selbstschutzpolizei dirigé par Guy Vissault de Coëtlogon, miliciens de Joseph Darnand,..) furent condamnés à mort et fusillés : Pierre Bernier (de Pénestin), Hervé Botros (de Lanmeur, exécuté à Quimper), Guy Vissault de Coëtlogon (de Rennes), André Geffroy dit Ferrand (de Pommerit-Jaudy), Claude Geslin (de Rennes), Corentin Kergoat (de Châteaulin), Joseph Le Ruyet (de Bubry) et Commandant Thomas (de Rennes).
André Geffroy, dit "Le Grand Gef", de Lannion, lui aussi condamné à mort, vit sa peine commuée. Douze furent condamnés à mort par contumace : Michel Chevillotte (de Brélès), Louis Feutren (de Rennes), Gilbert Foix (d’Auray), Yann Goulet (de Saint-Nazaire), Hervé Le Helloco (de Pontivy), Guy Hernot (de Saint-Thégonnec), Edmond Joly (de Rennes), Célestin Lainé (de Nantes), Jean L'Haridon (de Châteaulin), Auguste Ménard (de Vitré), Olier Mordrel (de Plerguer), déjà condamné à mort en 1939 en même temps que François Debauvais) et Ange Péresse (de Bubry) ; leur peine fut par la suite commuée ou ils furent amnistiés[réf. nécessaire].
Toujours selon Olier Mordrel, sept seraient morts en détention après la guerre, en raison de mauvais traitements : Le Borgne (de Lennon), James Bouillé (l'architecte de Perros-Guirec), le docteur Le Clair (de Saint-Pol-de-Léon), David, Gaston Jehannin (de Talensac), François Stéphan (de Saint-Pol-de-Léon), Jos Youenou (de Douarnenez).
En 1948, Roparz Hemon rend hommage aux membres du Bezen Perrot fusillés à la Libération.
Une soixantaine de nationalistes bretons compromis dans la collaboration avec l'occupant nazi auraient donc été tués ou condamnés pendant la Seconde Guerre mondiale. Lors de cette même guerre, selon Christian Bougeard, 3 763 Bretons furent déportés (dont la moitié au moins sont morts en déportation), au moins 2 273 Bretons furent fusillés, sans compter les résistants morts au combat et les victimes civiles[non pertinent]

## Emblème
Le Bezen Perrot adopte dès sa formation le drapeau blanc à croix noire des combattants bretons du XVe siècle.